# 유키시
유키시(일본어: 結城市)는 일본 이바라키현 서부에 있는 시이다.

## 지리
간토평야에 위치해 비교적 평탄한 토지이며 옛 시모사국의 최북단에 속한다. 동쪽은 기누강을 사이로 지쿠세이시, 남쪽은 고가시, 야치요정과 인접하고 북쪽과 서쪽은 도치기현 오야마시에 접한다.
북쪽과 서쪽으로 도치기현과 접하며 이바라키현의 다른 시정촌과는 기누강에 의해 떨어져 있기 때문에 문화, 경제, 교통 면에서 도치기현과의 관계가 깊다. 특히 인접하는 오야마시와는 고야마 도시권에 속하는 밀접한 관계를 맺고 있다.

## 역사
나라 시대에 삼과 무명의 산지로 유키 명주의 특산지로 발전했다. 시모사국에 속했다. 가마쿠라 시대 이후 오야마씨에서 분가한 유키 도모미쓰가 성을 세웠고 이후 유키씨의 조카마치(성시)가 되었다. 에도 시대에는 미즈노 가문의 1만 8천 석 조카마치(성시)가 되었다. 덴보 개혁을 실시한 미즈노 다다쿠니의 묘소가 있다. 메이지 시대에 이바라키현에 편입되었다.
- 1889년 4월 1일 - 정촌제 시행과 함께 유키군에 유키정이 성립하였다.
- 1954년 3월 15일 - 유키정, 기누가와촌, 에가와촌, 가미야마카와촌, 야마카와촌이 합병하면서 시로 승격해 유키시가 되었다.

## 교통

### 철도
- 동일본 여객철도 미토선

### 도로
- 신국도 제4호선
- 국도 제50호선

## 인구
| 연도 | 인구   | ±%     |
| ---- | ------ | ------ |
| 1920 | 27,379 | —      |
| 1930 | 30,948 | +13.0% |
| 1940 | 32,137 | +3.8%  |
| 1950 | 39,894 | +24.1% |
| 1960 | 38,060 | −4.6%  |
| 1970 | 39,561 | +3.9%  |
| 1980 | 49,387 | +24.8% |
| 1990 | 53,288 | +7.9%  |
| 2000 | 52,774 | −1.0%  |
| 2010 | 53,507 | +1.4%  |